# Martin Luther (1923)
Martin Luther war ein deutscher Historienfilm von Karl Wüstenhagen aus dem Jahr 1923,
der zeitweise unter dem Titel Martin Luther - Der Kampf seines Lebens angekündigt wurde. Der Film gilt als verschollen.

## Handlung
Über die Filmhandlung ist nicht viel bekannt. Im Zentrum der Handlung des Filmes stand das Leben und Wirken Martin Luthers. Der obligatorische Thesenanschlag wurde thematisiert.

## Hintergrund
Der Film wurde von der Luther-Film GmbH hergestellt, bei der Hauptdarsteller und Regisseur Karl Wüstenhagen die Nachfolge von Lothar Mayring als Geschäftsführer antrat. Die evangelische Kirche unterstützte das Projekt mit Hilfe von Ratschlägen beim Erarbeiten des Drehbuchs und durch den Vertrieb des Filmes mittels der Evangelischen Bilderkammer. Am 28. Juni 1923 erfolgte die Freigabe von Martin Luther. Der Kampf seines Lebens durch die Filmprüfstelle in München als Fünfakter in einer Länge von 1961 Metern. Vorgeführt wurde der Film erstmals  in München jedoch nur für die Vertreter der Presse. Deshalb fand im selben Jahr noch eine öffentliche Uraufführung auf der Wartburg statt.
Der Lutherfilm wurde zwar mehrmals öffentlich vorgeführt, zumeist aber in gekürzter Form. Das Publikum zeigte sich teilweise wenig begeistert. Das Gleiche galt für die Filmkritiker sowie für die Theologen.
Der Stummfilm Martin Luther ist vermutlich nicht erhalten geblieben. Gleiches gilt für das Drehbuch von Paul Krauß. Jedoch sind die Münchener Zensurkarte mit den Zwischentiteln in der Sammlung von Herbert Birett und das Manuskript von Walther Nithack-Stahn erhalten geblieben. Das Manuskript, das wohl nicht in jeglicher Hinsicht umgesetzt wurde, wurde wohl erneut bei der Verfilmung Luther – Ein Film der deutschen Reformation herangezogen. Gleichsam wie im Manuskript erscheint Luther in der Verfilmung von 1927 der Erzengel Michael.